# KStars
A KStars egy planetárium-alkalmazás, amely a KDE-projekt része, és UNIX-szerű operációs rendszereken fut. Képes az éjszakai égbolton látható égitestek pontos ábrázolására, a Föld bármely pontjáról, bármely dátum és időpont alapján. Ismer több mint 2,5 millió csillagot (bővíthető), 13 000 távoli égi objektumot, mind a 88 ismert csillagképet, a Naprendszerünk 8 bolygóját, a Napot, holdakat, több ezer üstököst és aszteroidát.

## Funkciói[2]
- Égképek lekérése a Digitized Sky Surveys-ből és általában az internetről.
- Információforrások elérése az égbolt objektumairól a KStars-on belül.
- Kiváló minőségű, nagymértékben testreszabható csillagtérképek nyomtatása több térképpel, különböző nagyítási szinteken minden objektumhoz.
- Teljes értékű asztrofotózási csomag Ekos a zökkenőmentes képalkotási munkafolyamathoz.
- Megfigyelési munkamenetek tervezése és végrehajtása, valamint DSS képek mentése offline használatra a Megfigyeléstervező és a "Végrehajtás" funkcióval.
- A szemlencse és a távcső fókusztávolsága alapján kiszámított látómező szimbólumok beállítása.
- A Jupiter holdjainak pozícióinak generálása a közeljövőben és a közelmúltban, és azok professzionális csillagászati efemeridákban látható módon történő ábrázolása.
- Saját egyéni katalógusok importálása a KStars-on belül.
- A KStars néhány belső számításának elérése az Astro-Calculator segítségével.
- Szupernóva-riasztások: A KStars automatikusan figyelmeztet az új szupernóvákra indításkor!
- Különféle térképvetítési módszerek az égi gömb sík képernyőn történő leképezéséhez.
- Korrekciók a precesszióhoz, nutációhoz és légköri refrakcióhoz
- Eszközök online adatbázisokból történő adatkereséshez
- Szkriptelhető műveletek D-Bus használatával
- Állítható szimulációs sebesség a hosszú időskálán zajló jelenségek megtekintéséhez
- Astroinfo projekt a KStars segítségével történő tanulás megkönnyítéséhez
- Mi újság ma este? eszköz, amellyel megtekintheti, mely objektumok láthatók ma este
- Magasság vs. idő eszköz, amellyel ábrázolhatja egy objektum magasságának időbeli változását (jó a megfigyelési idők meghatározásához)
- Égbolt naptár eszköz, amellyel megtekintheti, hogyan mozognak a bolygók hosszú időn keresztül az égen

## Katalógusok
- Alapértelmezett katalógus 8-as magnitúdóig terjedő csillagokból
- Extra katalógusok 100 millió, 16-os magnitúdóig terjedő csillagokból
- Alapértelmezett mélyég NGC / IC katalógus (kb. 10 000 objektum)
- Pontosabb, átdolgozott NGC / IC katalógus letöltése
- Letölthető katalógusok, beleértve a Messier képeket és az Abell planetáris ködöket
- Saját egyéni katalógusok hozzáadása

## Felhasználása

### Asztrofotózás
Az INDI széleskörű támogatásával a KStars szinte bármilyen csillagászati berendezést képes vezérelni, beleértve a távcsőállványokat, motoros fókuszálókat, szűrőkerekeket, valamint a CCD és CMOS kamerákat.
A FOV kalkulátort segít a képalkotó eszköz látómezőjének kiszámításához.
Az Ekos, a KStars asztrofotózási csomagja, teljes asztrofotózási munkafolyamatot biztosít a KStarson belül. Az Ekos segíthet a poláris beállításban, a fókuszálásban, az automatikus vezetésben és a rögzítésben.

### A KStars mint oktatási eszköz
A KStars jól használható a csillagászat oktatásában, tanulásában. Hasznos segédeszköz mind tanárok, mind diákok számára.